# Новий Ізборськ
Новий Ізборськ (рос. Новый Изборск) — присілок в Печорському районі Псковської області Російської Федерації.
Населення становить 1049 осіб. Входить до складу муніципального утворення Новоізборська волость.

## Історія
Від 2015 року входить до складу муніципального утворення Новоізборська волость.

## Населення
| 2001 | 2002  | 2008  | 2010  | 2021  |
| ---- | ----- | ----- | ----- | ----- |
| 1726 | ↘1420 | ↘1193 | ↗1332 | ↘1049 |